# درمنو
درمنو (به صربی: Drmno) یک منطقهٔ مسکونی در صربستان است که در ناحیه برانیچوو واقع شده‌است. درمنو ۱٬۰۴۶ نفر جمعیت دارد.